# Greigia ocellata
Greigia ocellata L.B.Sm. & Steyerm.  è una pianta della famiglia delle Bromeliacee, endemica del Venezuela.

## Conservazione
La Lista rossa IUCN classifica Greigia ocellata come specie in pericolo critico di estinzione (Critically Endangered).